# Peter Michael Dieckmann

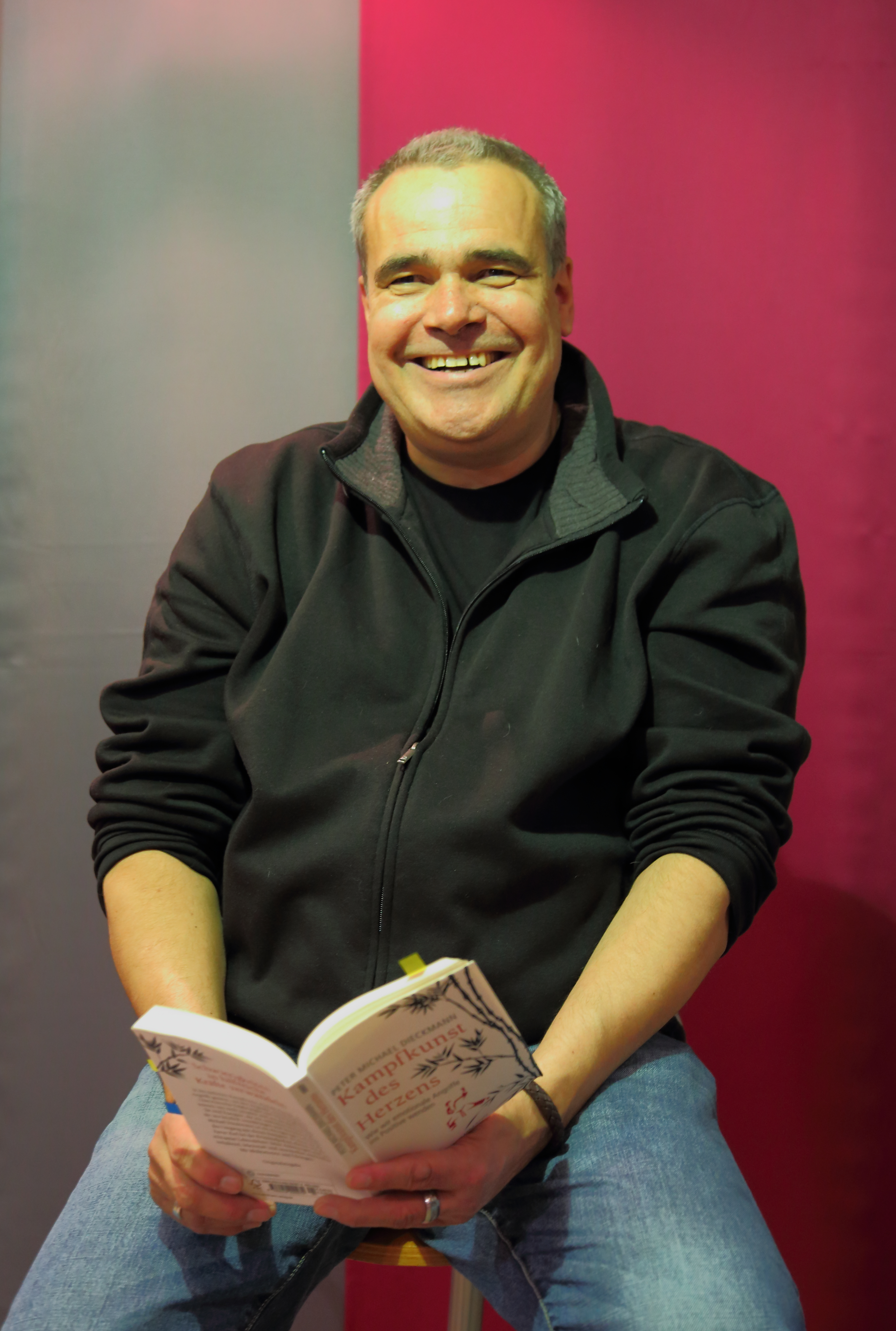
Peter M. Dieckmann (2014)

Peter Michael Dieckmann (* 1961 in Duisburg) ist ein deutscher Kriminalbeamter, Reiki-Lehrer und Autor. 

## Leben
Peter M. Dieckmann war als Kriminalbeamter des Landes Nordrhein-Westfalen tätig. Er war außerdem langjähriger Mitarbeiter des Landeskriminalamts Nordrhein-Westfalen und während dieser Zeit unter anderem Mitglied eines Mobilen Einsatzkommandos (MEK) sowie zuletzt viele Jahre Zielfahnder. Zuletzt war er als Kriminalhauptkommissar bei der Kriminalpolizei Duisburg angesiedelt.
Eine Lebenskrise brachte Dieckmann 1997 erstmals mit Reiki in Kontakt. In der Folge nahm er an Seminaren zur Erlangung des zweiten und dritten Grades teil, absolvierte anschließend eine Ausbildung zum Mediations- und Reikilehrer und entwickelte eigene Seminarkonzepte. Mittlerweile ist er nebenberuflich bundesweit mit Seminaren, Lesungen und Vorträgen unterwegs. Seit 2004 hat er mehrere Ratgeber im Goldmann Verlag veröffentlicht. Dieckmann betrachtet Reiki nicht nur als reine Heilungsmethode durch Handauflegen und meditative Technik, sondern erweitert zusätzlich auch als „Kampfkunst“. Ihm geht es dabei ausdrücklich nicht um „esoterischen Schnickschnack“, sondern um lebenspraktische Wege, „wie jeder auf seine Weise eine innere Stabilität entwickeln und festigen kann“. Sein Verständnis von Reiki unterscheidet sich daher sehr von der traditionellen Richtung. Dieckmann betrachtet Reiki als einen „inneren Weg“ der Liebe, der Vergebung und der Verantwortung. Er entwickelte das nach dem biblischen Ort Dalmanutha benannte „Dalmanuta-Prinzip“ für die Arbeit im Bereich der Meditation, Spiritualität und Persönlichkeitsentwicklung.
Dieckmann, der evangelisch getauft ist und als junger Erwachsener aus vorrangig steuerlichen Gründen aus der evangelischen Kirche ausgetreten war, entschloss sich schließlich nicht zuletzt aufgrund persönlicher Erfahrungen dazu, in die römisch-katholische Kirche einzutreten. Diesen Schritt vollzog er im Dezember 2012.
Dieckmann wohnt mit seiner Frau Karina in Duisburg. Seit frühester Jugend ist er ein Fan des MSV Duisburg.

## Schriften
- Wenn zwei sich treffen in meinem Namen. Gespräche mit JJ. Goldmann, München 2004, ISBN 3-442-33723-2.
- Ich bin berührt – Reiki oder die Schule des Lebens. Goldmann, München 2008, ISBN 978-3-442-21807-3.
- Bodybuilding für die Seele. Training unserer spirituellen und emotionalen Fähigkeiten. Goldmann, München 2010, ISBN 978-3-442-21924-7.
- Kampfkunst des Herzens. Wie wir emotionale Angriffe ins Positive wenden. Goldmann, München 2013, ISBN 978-3-442-22027-4.
- Die Kunst der achtsamen Schutzgelderpressung – was Yogis und Mafiosis voneinander lernen können. Goldmann, München 2014,  ISBN 978-3-442-22046-5.
- Drei Schlüssel zur Vergebung. Mit dem Dalmanuta-Prinzip emotionale Verletzungen heilen. Goldmann, München 2016, ISBN 978-3-442-22119-6.
- Das Dalmanuta Prinzip: Vom Beginn und von der Liebe Tredition, 2018, ISBN 978-3746927282.
- Das Dalmanuta Prinzip: Band II - Vom Glauben, Sinn und Lebensauftrag Tredition, 2019, ISBN 978-3748248156.